# Рубэн, Юрий Янович
Рубэн Юрий Янович (лат. Jurijs Rubēns, 15 апреля 1925, Могилёв, Белорусская ССР, СССР — 14 марта 2004, Рига, Латвия) — советский, латвийский партийный и государственный деятель, председатель Совета Министров Латвийской ССР
(1970—1988).

## Биография
Окончил Латвийский государственный университет в 1951 г. и ВПШ при ЦК КПСС в 1960 г.
В 1943 г. в Красной Армии, участник Великой Отечественной войны.
В 1951—1952 инженер-технолог завода «Компрессор» в Риге. С 1952 г. на комсомольской и партийной работе.
В 1960—1963 1-й секретарь Лиепайского горкома, в 1963—1966 гг. первый секретарь Рижского горкома КП Латвии, в 1966—1970 гг. секретарь ЦК КП Латвии, в 1970—1988 гг. председатель Совета Министров Латвийской ССР.
Член КПСС с 1953 г. Кандидат в члены ЦК КПСС в 1971—1989 гг.
Депутат Совета Национальностей Верховного Совета СССР 8-11 созывов (1970—1989) от Латвийской ССР.
Депутат Верховного Совета Латвийской ССР 6-11 созывов.
С 1988 г. на пенсии.

## Награды и звания
Награждён 3 орденами Ленина, Октябрьской Революции, Трудового Красного Знамени.